# Струјићи (Равно)
Струјићи су насељено место у општини Равно која административно припада Херцеговачко-неретванском кантону, Федерација БиХ, Босна и Херцеговина. Струјићи су подељени међуентитетском линијом између града Требиња и општине Равно. Према попису становништва из 2013. у насељу није било становника.

## Становништво
У насељу је према попису становништва из 1991. године живело 50 становника, а насеље је било у потпуности настањено Србима. Према попису из 2013. године насеље је без становника.
| Националност | 2013. | 1991.     | 1981.       | 1971.     |
| Срби         | —     | 50 (100%) | 109 (98,2%) | 101 (99%) |
| Муслимани    | —     | —         | 1 (0,9%)    | 1 (1%)    |
| Југословени  | —     | —         | 1 (0,9%)    | —         |
| Укупно       | 0     | 50        | 111         | 102       |